# آرثر إم. فيرغسون
آرثر إم. فيرغسون (بالإنجليزية: Arthur M. Ferguson)‏ هو عسكري أمريكي، ولد في 11 ديسمبر 1877 في مقاطعة كوفي في الولايات المتحدة، وتوفي في 20 فبراير 1922 في Fort Leavenworth ‏ في الولايات المتحدة.